# Kalilandak
Kalilandak is een bestuurslaag in het regentschap Banjarnegara van de provincie Midden-Java, Indonesië. Kalilandak telt 2945 inwoners (volkstelling 2010).